# Thomas Varga
Thomas Varga é um sonoplasta americano. Como reconhecimento, foi nomeado ao Oscar 2015 na categoria de Melhor Mixagem de Som por Birdman or (The Unexpected Virtue of Ignorance).